# 사테 캄빙
사테 캄빙(Sate kambing)은 "양고기 사테"를 뜻하는 인도네시아어 이름이다. 인도네시아 요리의 일부이다. 이 음식은 양념에 버무린 염소고기를 구워서 만든다. 이 요리는 양 사테와 염소 사테라고도 불린다.
사테 캄빙(염소 사테)은 이 나라, 특히 자와섬에서 매우 인기가 많으며, 여러 지역 레시피가 나타난다. 그중 가장 유명한 것은 사테 캄빙 자카르타(자카르타 양 사테), 중부 자와주의 사테 캄빙 테갈(테갈 양 사테), 서부 자와주의 사테 마랑기, 동부 자와주의 사테 캄빙 마두라(마두라 양 사테)이다. 그럼에도 불구하고 사테 캄빙(양 사테)은 특정 레시피와 상관없이 이 지역에서 양고기 사테를 묘사하는 일반적인 용어이다.

## 재료
염소는 인도네시아에서 널리 소비되는 가축이다. 염소는 이 나라 마을을 돌아다니는 모습을 쉽게 볼 수 있으며 뒷마당에서 가축으로도 길러진다. 무슬림 인구가 대다수인 나라에서 염소고기 또는 양고기는 가장 선호되는 고기 중 하나이다. 염소와 양은 이드 울 아드하 무슬림 종교 휴일 동안 도살되며, 그 결과 퉁솅 캄빙, 사테 캄빙(염소 사테), 굴라이 캄빙(양고기 커리)과 같은 염소/양 요리가 축제 기간 동안 흔히 소비된다.
염소 시체의 거의 모든 부위의 고기가 사테 캄빙에 사용될 수 있지만, 최상급 부위는 뒷다리이다. 일부 변형은 염소 간을 사용하는 사테 하티 캄빙과 춘약 특성이 있다고 믿어지는 염소 고환을 사용하는 사테 토르페도와 같이 진미로 여겨지는 염소 부속 고기를 사용할 수 있다.
사테 캄빙에 사용되는 꼬치는 일반적으로 닭고기 사테에 사용되는 코코넛 잎의 중간 뼈대로 만들어진 더 얇은 꼬치에 비해 더 크고 두꺼우며 대나무로 만들어진다. 이것은 닭고기보다 질긴 염소고기의 두께와 질감에 해당한다. 타는 것을 방지하기 위해 꼬치는 사용하기 전에 일반적으로 물에 담근다. 꼬치에 꿰인 양고기는 숯불 그릴에 놓기 전에 향신료에 재워진다. 재료 양념에는 종종 파인애플 퓌레 주스, 케찹 마니스, 간 샬롯 및 갈랑갈이 포함된다. 식당이나 길거리 노점(와룽)에서는 손님이 주문한 후에 사테 캄빙을 주문받아 굽는다.

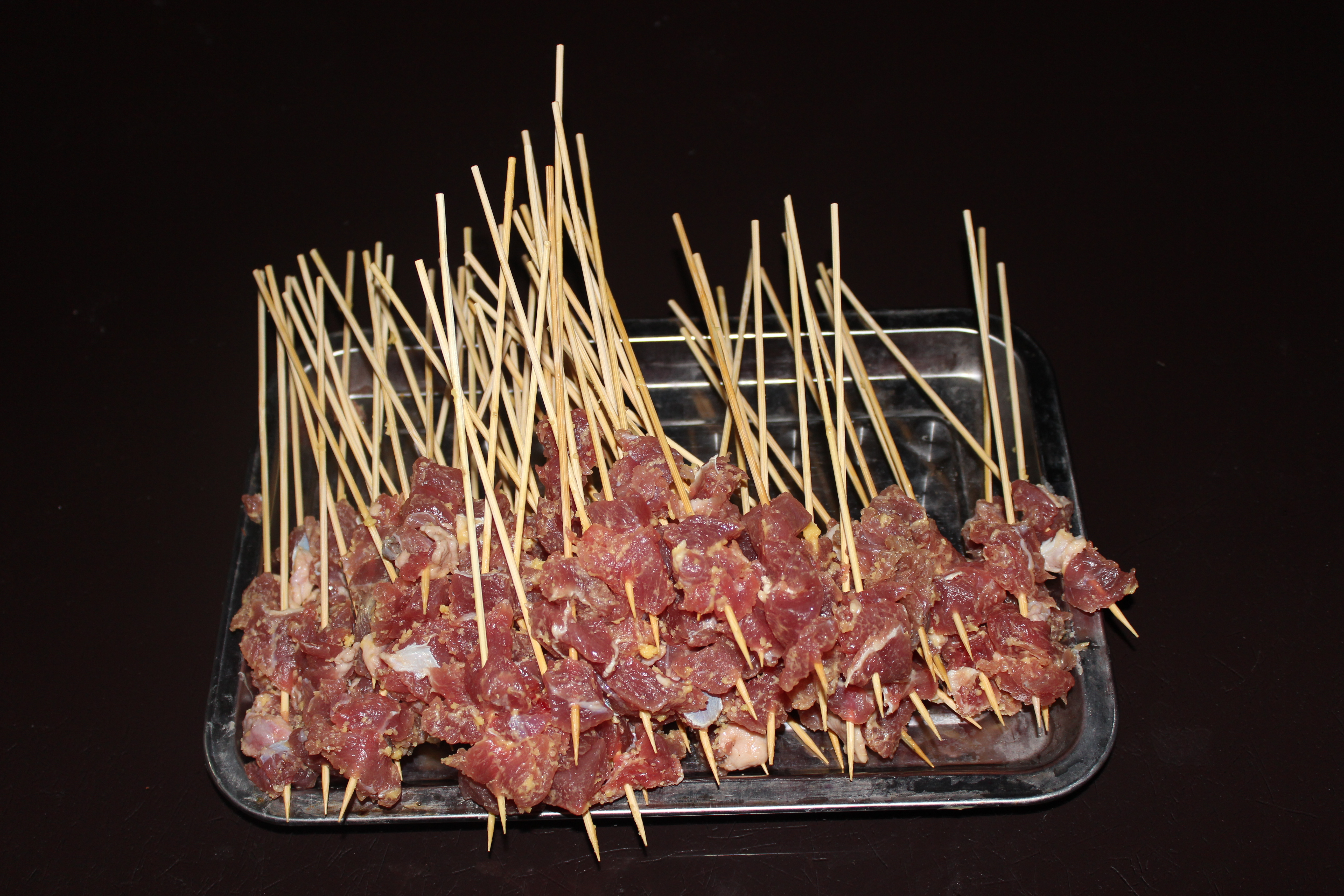
생 사테 캄빙(양 사테)
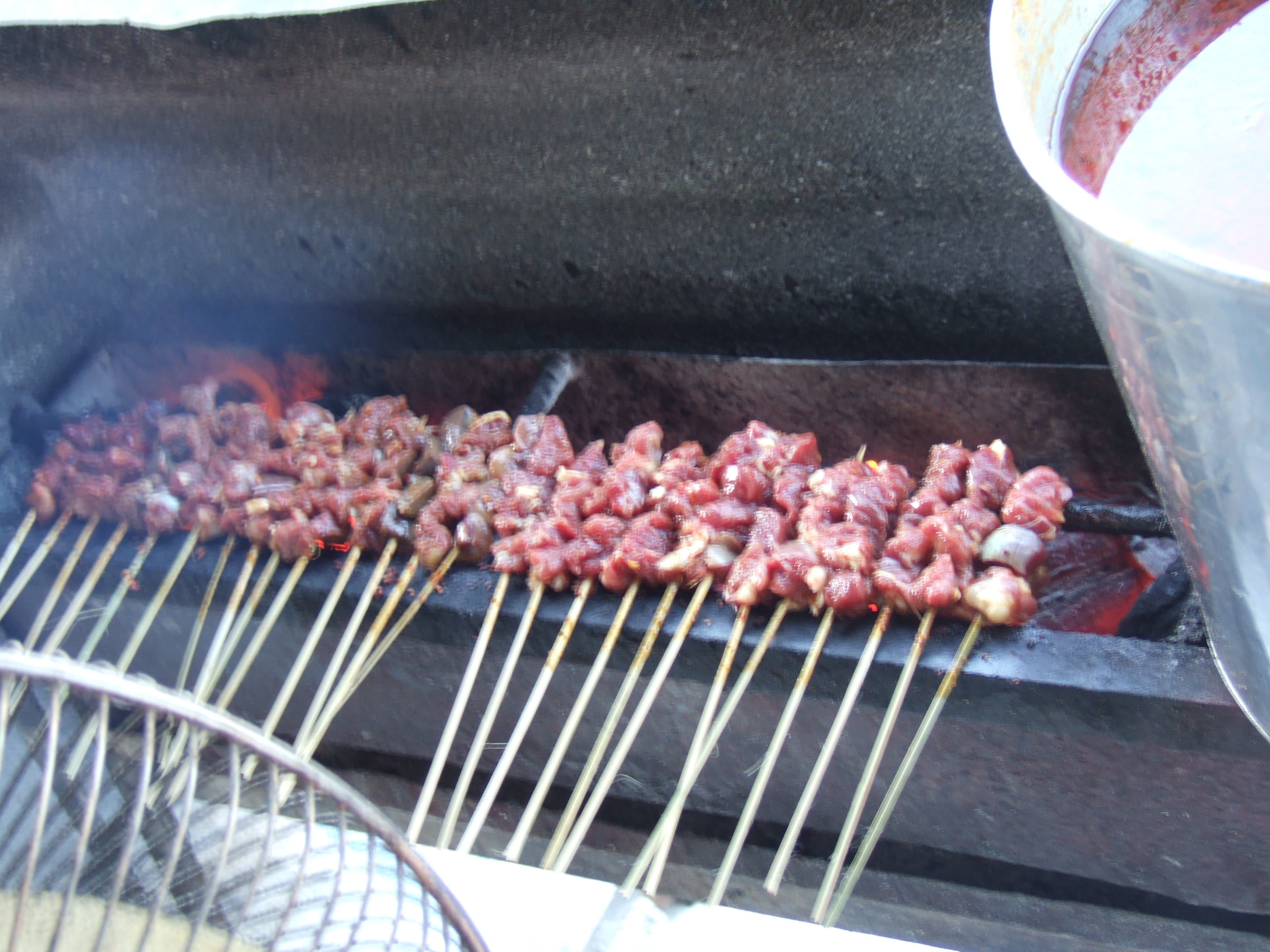
구워지는 생 사테 캄빙(양 사테)
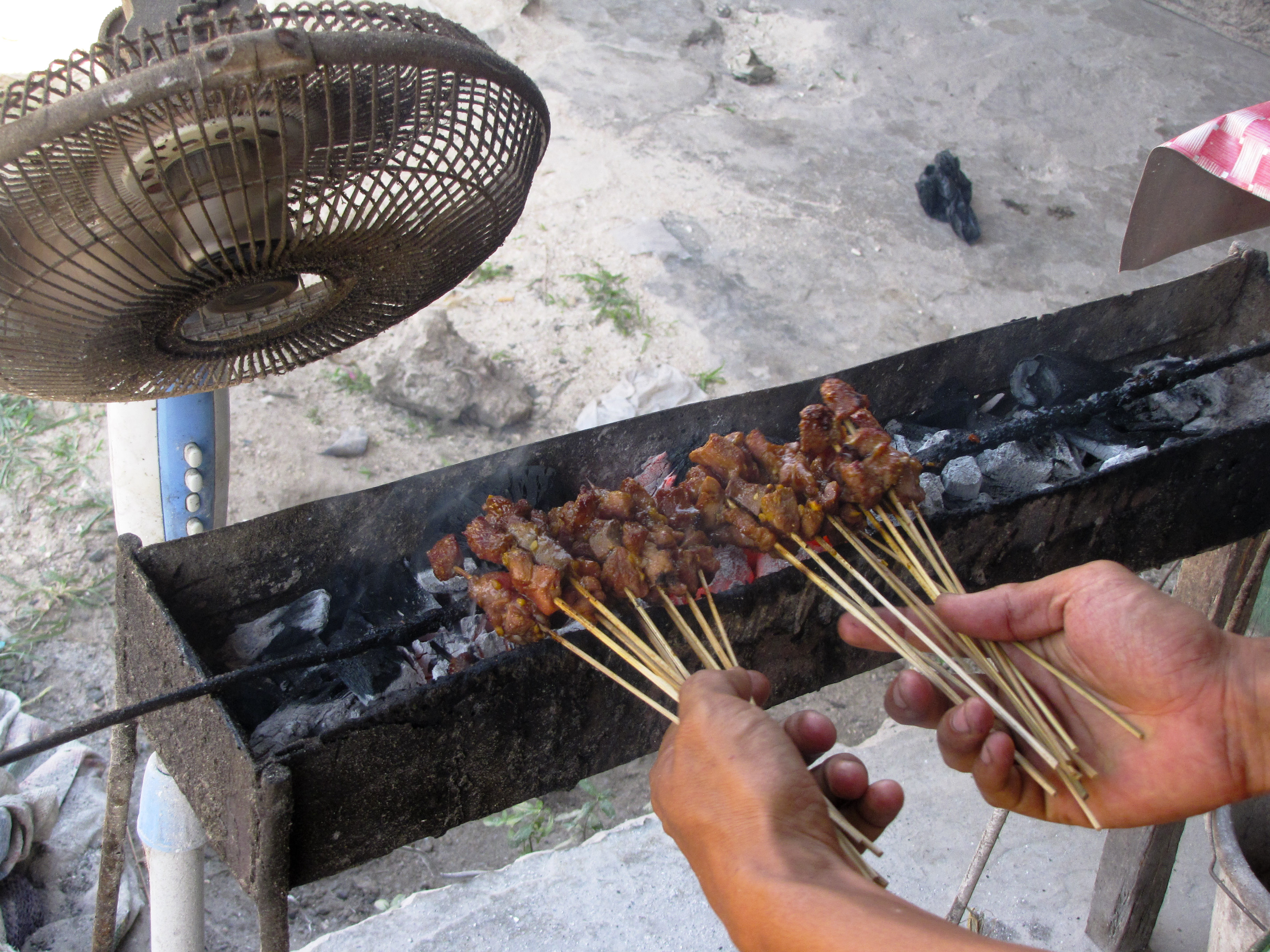
거의 완성된 사테 캄빙(양 사테)
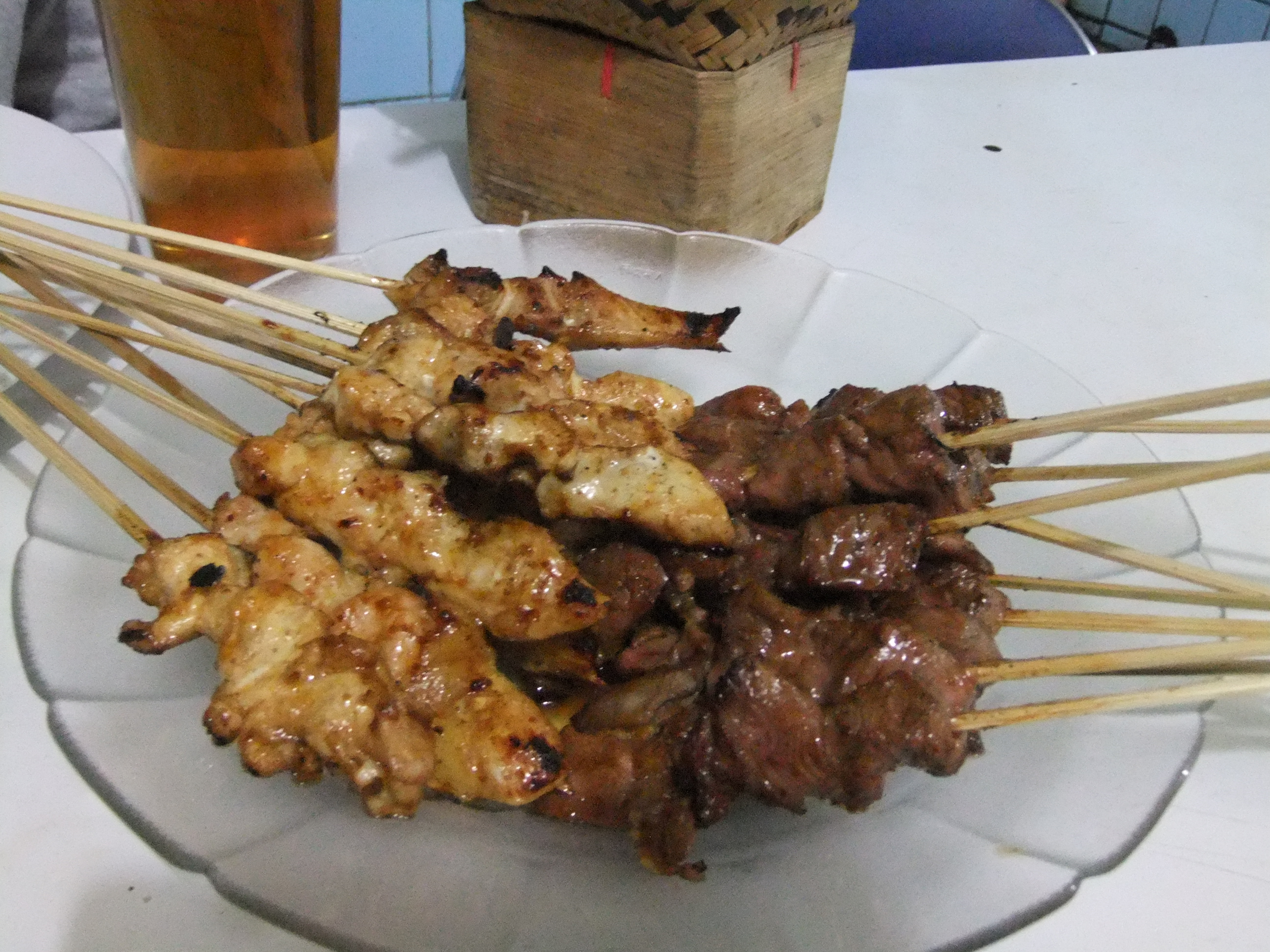
조리된 사테 캄빙(오른쪽)은 닭고기 사테(왼쪽)보다 색이 더 어둡다.
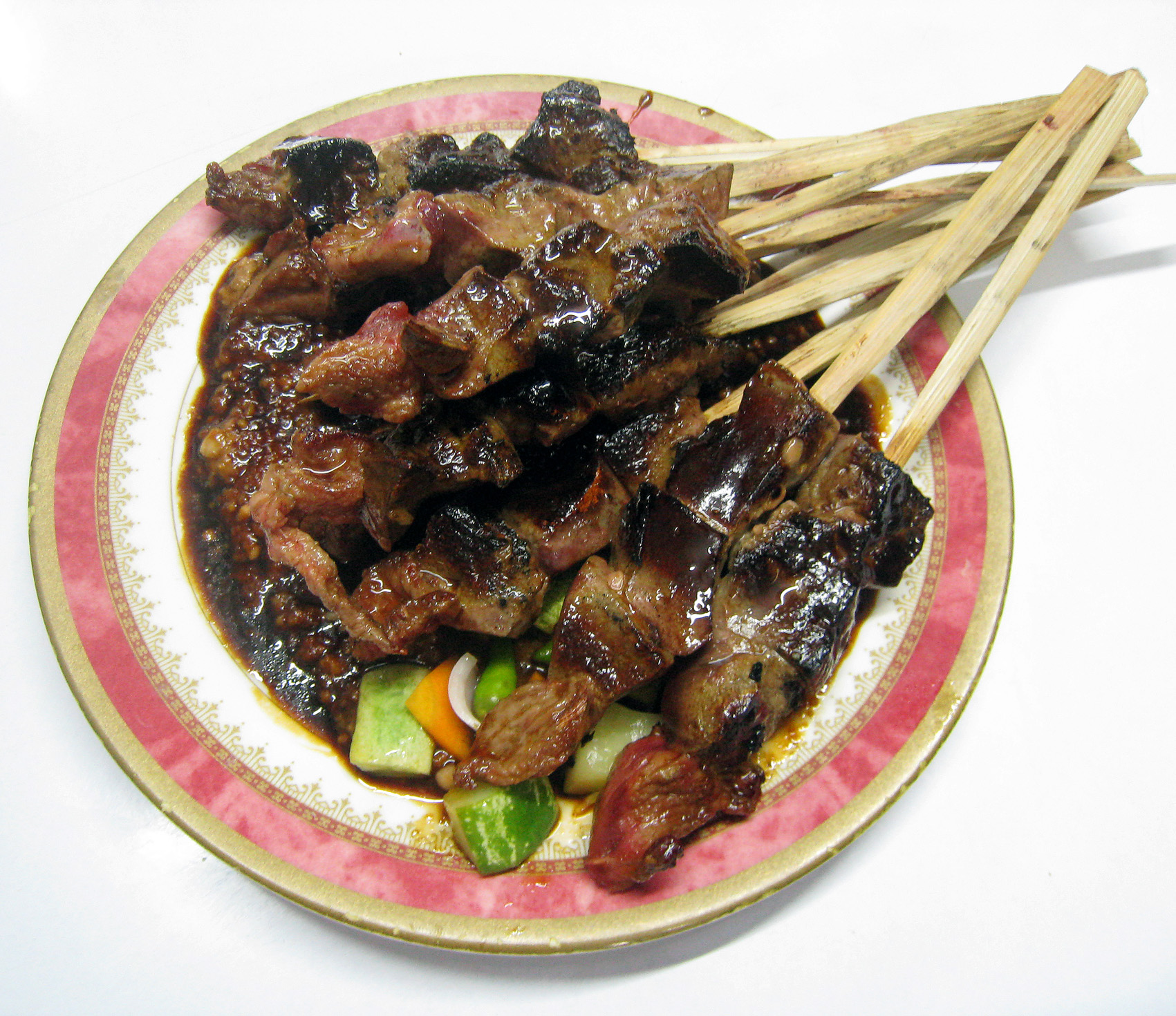
사테 하티 캄빙, 염소 간 사테

## 제공

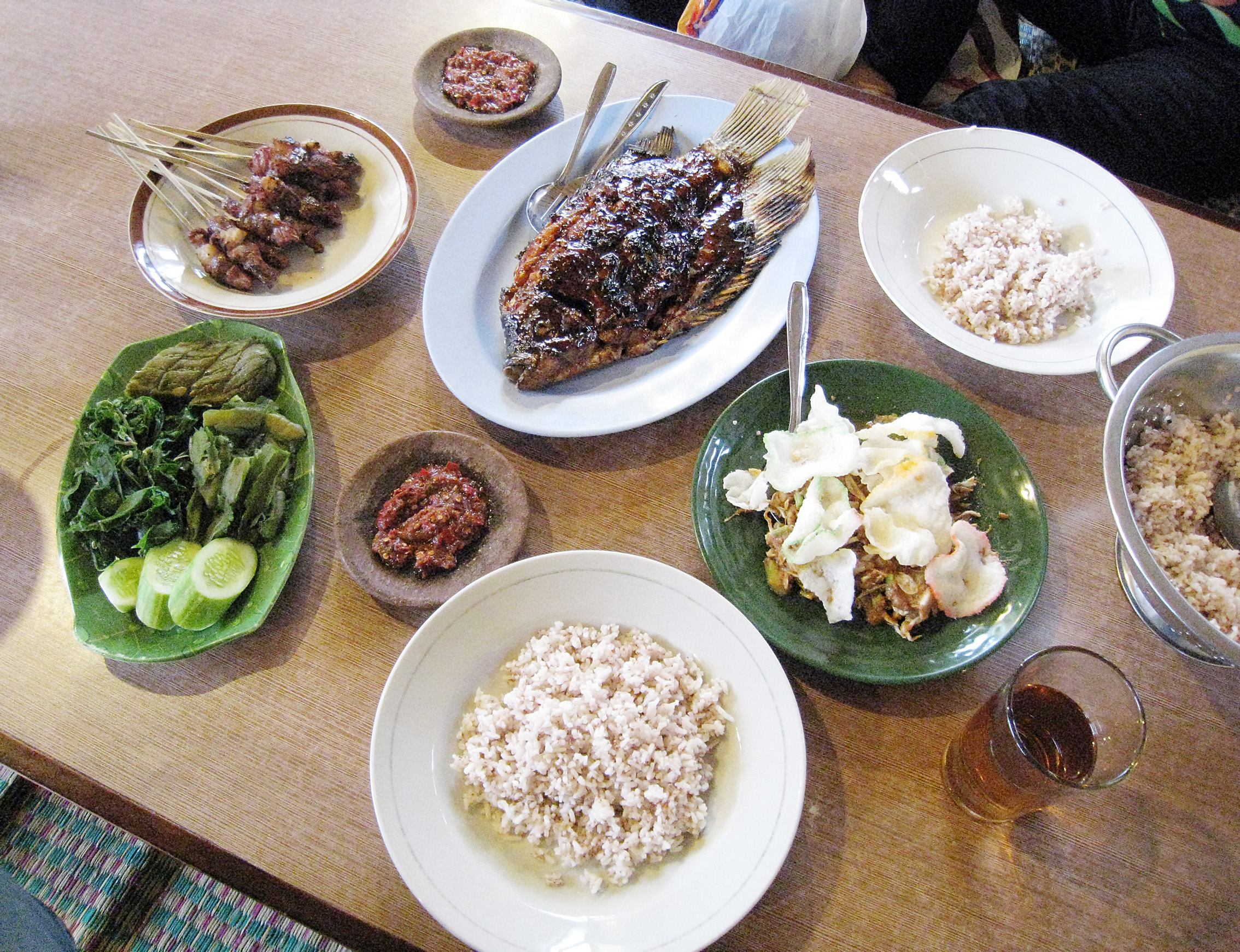
완전한 식사의 일부인 사테 캄빙(왼쪽 상단).

사테 캄빙(양 사테)의 한 세트 식사는 일반적으로 양고기 사테 자체로 구성되며, 일반적으로 케찹 마니스 또는 케찹 마니스로 만든 진한 검은색 소스와 함께 제공된다. 그러나 일부 레시피는 사테 소스를 대신 사용할 수도 있지만, 땅콩 소스는 닭고기 사테와 더 흔하게 제공된다. 어떤 사람들은 일반 쌀밥과 함께 먹지만, 다른 사람들은 론통 또는 크투팟과 같은 전통적인 사각 쌀밥을 선호할 수도 있다. 일부 지역에서는 사테 캄빙(양 사테)이 매콤한 염소고기 및 내장 수프인 굴라이 캄빙이라는 또 다른 인기 음식과 함께 판매된다.
염소고기는 다소 독특하고 강한 향을 가지고 있기 때문에 그 냄새를 싫어하는 사람들은 보통 염소고기를 양고기 또는 소고기로 대체한다. 유사한 사테 레시피는 소고기, 닭고기, 생선, 돼지고기 등 다른 종류의 고기로도 만들어질 수 있다.

## 같이 보기
- 사테
- 케밥
- 염소고기 요리 목록
- 야키토리
- 사테 클라탁